# Латендорф
Латендорф (њем. Latendorf) општина је у њемачкој савезној држави Шлезвиг-Холштајн. Једно је од 95 општинских средишта округа Зегеберг. Према процјени из 2010. у општини је живјело 606 становника. Посједује регионалну шифру (AGS) 1060052.

## Географски и демографски подаци
Латендорф се налази у савезној држави Шлезвиг-Холштајн у округу Зегеберг. Општина се налази на надморској висини од 42 метра. Површина општине износи 17,9 km². У самом мјесту је, према процјени из 2010. године, живјело 606 становника. Просјечна густина становништва износи 34 становника/km².